# Daniel Cataraga
Daniel Cataraga (11 giugno 1995) è un lottatore moldavo, specializzato nella lotta greco-romana.

## Biografia
Ai mondiali di Budapest 2016 ha vinto la medaglia d'argento nel torneo dei 71 chilogrammi, battuto in finale dall'ungherese Bálint Korpási.
Ai campionati europei di Kaspijsk 2018 gli è stata conferita la medaglia di bronzo, dopo che il georgiano Iuri Lomadze, che lo aveva battuto nel torneo, è stato squalificato per essere risultato positivo ad una sostanza proibita ad un controllo antidoping.

## Palmarès
| Anno | Manifestazione | Sede     | Evento | Risultato | Note        |
| ---- | -------------- | -------- | ------ | --------- | ----------- |
| 2016 | Mondiali       | Budapest | 71 kg. | Argento   |             |
| 2018 | Europei        | Kaspijsk | 72 kg. | Bronzo    | [ 1 ] [ 2 ] |